# Christian Ulrik Hansen
Christian Ulrik Hansen (* 26. Mai 1921 in Farsø; † 23. Juni 1944 in Ryvangen, Ortsteil von Hellerup) war ein dänischer Widerstandskämpfer gegen den Nationalsozialismus und die deutsche Besatzungsmacht.

## Schule und Studium
Geboren als erstes Kind der Bauersleute Arthur Henning Hansen (1879–1960) und seiner Frau Kristine Marie, geborene Nielsen, hatte er drei Geschwister: Anneliese, Hans und Bent.
Ab 1938 Schüler in Viborg an der Domschule = Viborg Katedralskole, im Herbst 1942 Immatrikulation für Theologie an der Universität Aarhus, zur gleichen Zeit Eintritt in den bewaffneten dänischen Widerstand. Seine religiösen Motive für den Widerstand führen zur engen Zusammenarbeit mit der national-christlichen Partei Dansk Samling.
Während des Studiums wurde er zum Wehrdienst einberufen, leistete diesen ab bis zur Auflösung der dänischen Armee am 29. August 1943, wurde noch bis zum Oktober 1943 interniert und war danach nur noch im Untergrund tätig.

## Widerstand und Verhaftung
Er gehörte ab August 1942 verschiedenen Widerstandsgruppen an, gründete schließlich eine eigene Gruppe und wurde ab Oktober 1943 Gruppenleiter der Gruppe Nummer 4 in der Region 1 Nordjütland der illegalen Widerstandsorganisation Holger Danske.
In dieser Funktion organisierte er die Kommunikation zwischen den Widerstandsgruppen, leitete Einsätze der Militär- und Industriesabotage bis hin zur gezielten Tötung von Kollaborateuren und Verrätern. Zuletzt bestand seine Aufgabe darin, Sprengstoff, Munition und Waffen, die von britischen Flugzeugen abgeworfen wurden, in Empfang zu nehmen, zu verstecken und zu verteilen.

## Festnahme und Hinrichtung
Da mehrere Mitglieder seiner Gruppe in Jütland verhaftet worden waren, fuhr er von Kopenhagen nach Aalborg, um diesen zu helfen und abgeworfene Container zu bergen. Die Holger-Danske-Gruppe war schon von der Gestapo infiltriert, sie verhaftete ihn am 29. Februar 1944 am Bahnhof in Aalborg und brachte ihn in das Westgefängnis = Vestre Fængsel nach Kopenhagen.
Dort verurteilte ihn das Kriegsgericht am 20. Juni 1944 zum Tode. Nach Ablehnung seines Gnadengesuchs wurde er am 23. Juni 1944 im Morgengrauen auf dem Schießplatz der Svanemøllens Kaserne in Hellerup an einen Pfahl gebunden und standrechtlich erschossen.
Die deutschen Truppen kapitulierten am 5. Mai 1945.
Am 29. August 1945 wurden Hansen und 105 weitere Besatzungsopfer in dem am Hinrichtungsort in Ryvangen angelegten Gedenkhain beerdigt. Bischof Hans Fuglsang-Damgaard leitete den Gottesdienst unter Beteiligung der königlichen Familie, der Regierung und Vertretern der Widerstandsbewegung.

## Gedenkorte

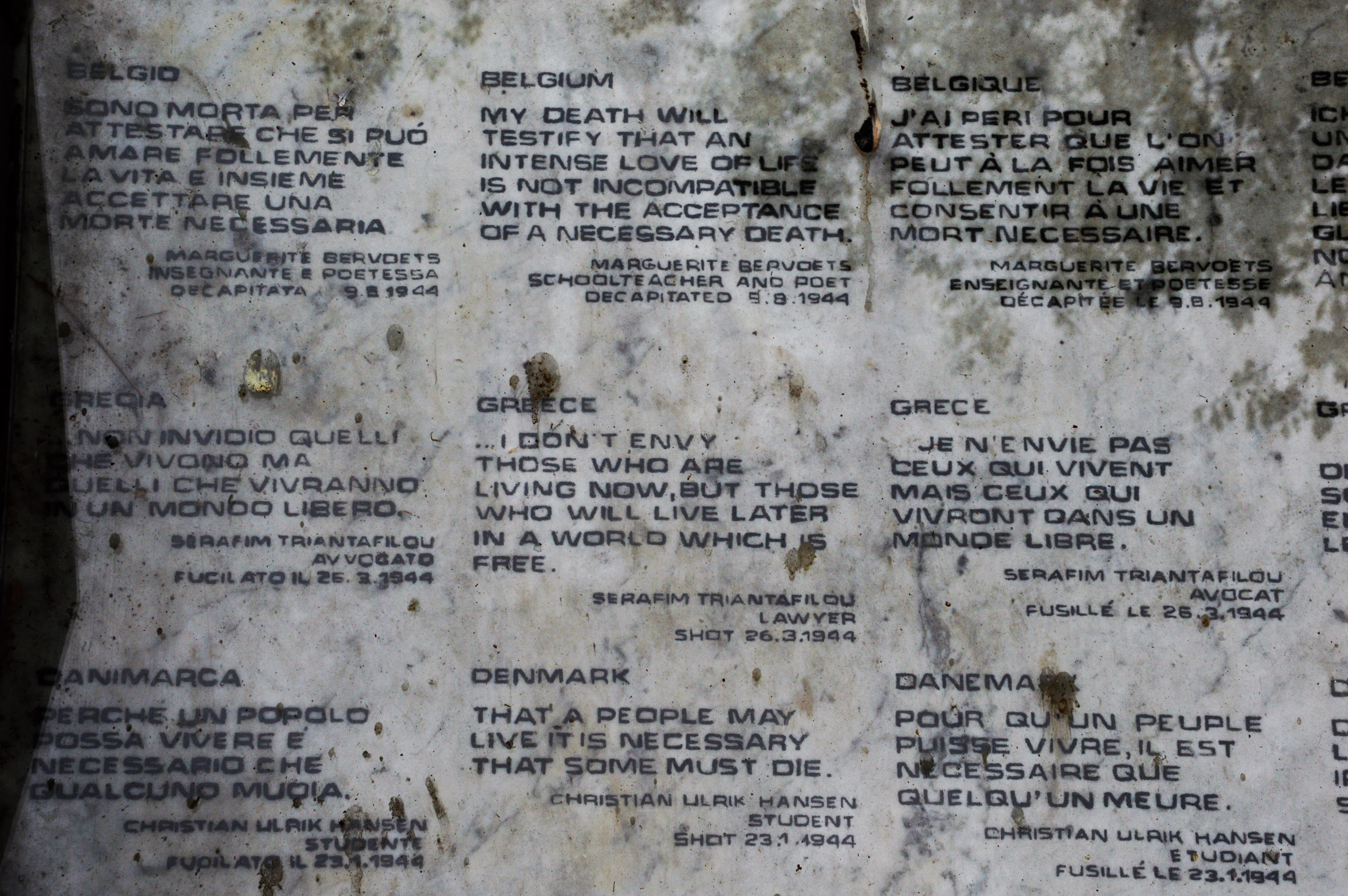
Gedenktafel in Como

- Grabstein im Gedenkhain in Ryvangen, Hellerup, Tuborgsvej 33.
- Denkmal in Farsø für Hansen und seinen Freund und Mitkämpfer Per Sonne, ebenfalls aus Farsø und von der Gestapo am 9. August 1944 meuchlings erschossen, Mindelunden i Søanlægget = Denkmal in der Seeanlage, hinter der Kirche.
- Gedenktafel mit Zitat aus seinem Abschiedsbrief und Kurzbiographie in mehreren Sprachen am Denkmal Monumento alla Resistenza europea in Como: Damit ein Volk leben kann, muss jemand sterben.